# Dominik Štumberger
Dominik Štumberger (* 17. April 1999 in Graz) ist ein kroatisch-österreichischer Fußballspieler.

## Karriere

### Verein
Štumberger begann seine Karriere beim GSV Wacker. 2006 wechselte er zum Grazer AK. 2009 kam er in die Jugend des SK Sturm Graz. 2014 wechselte er in die Akademie des FC Red Bull Salzburg. Im Oktober 2016 debütierte er gegen Vardar Skopje für die U-19-Mannschaft der „Bullen“ in der UEFA Youth League.
Im März 2017 debütierte er für das Farmteam FC Liefering in der zweiten Liga, als er am 22. Spieltag der Saison 2016/17 gegen den Floridsdorfer AC in der 67. Minute für Lucas Xavier Urias eingewechselt wurde.
Zur Saison 2017/18 rückt er fest in den Kader von Liefering auf. Nach der Saison 2018/19 verließ er Liefering.
Daraufhin wechselte er im Juli 2019 zum Ligakonkurrenten SC Austria Lustenau, bei dem er einen bis Juni 2021 laufenden Vertrag erhielt. In zwei Spielzeiten in Lustenau kam er zu 25 Zweitligaeinsätzen, die Saison 2020/21 verpasste er nach einem im Saisonauftakt erlittenen Kreuzbandriss nahezu komplett. Nach seinem Vertragsende verließ er die Lustenauer und wechselte zur Saison 2021/22 zum Bundesligisten WSG Tirol. Für die WSG kam er in drei Jahren zu 47 Einsätzen in der Bundesliga. Nach der Saison 2023/24 verließ er die WSG.
Nach einem halben Jahr ohne Verein wechselte er im Jänner 2025 zum Zweitligisten ASK Voitsberg.

### Nationalmannschaft
Štumberger spielte im August 2015 erstmals für die österreichische U-17-Auswahl. Sein letztes Spiel für diese absolvierte er im April 2016.
Im November 2018 debütierte er gegen Belarus für die kroatische U-20-Auswahl.

## Persönliches
Sein Bruder Marcel (* 2001) ist ebenfalls Fußballspieler.